# ベーリング・エア445便墜落事故
ベーリング・エア445便墜落事故 (ベーリング・エア445びんついらくじこ)は、2025年2月6日、アメリカ合衆国アラスカ州のウナラクリートから同州ノームに向かっていたベーリング・エアの定期旅客便である445便がベーリング海に墜落した事故である。

## 事故の概要
445便はウナラクリート空港の33番滑走路をアラスカ時間14時38分に離陸し、ノーム空港に16時20分に着陸予定であった。
同便は巡航高度7,700フィートまで上昇し、15時16分に北緯64度19.81分 西経164度01.61分 / 北緯64.33017度 西経164.02683度、高度5,300フィートで位置を送信したのを最後に消息を絶った。
パイロットはアンカレッジ管制区管制所に対し、「滑走路が空くまでの間空中待機する」と連絡していた。
アメリカ沿岸警備隊によると、同便から救難信号は確認されなかった。民間航空パトロールは、15時18分頃に同便は「何らかの事象に起因して、急激に速度と高度を失った」と述べた。
2月7日、沿岸警備隊はノートン湾の海上19キロメートルに浮かぶ海氷上に機体の残骸を発見し、乗員乗客10名全員の死亡を確認した。

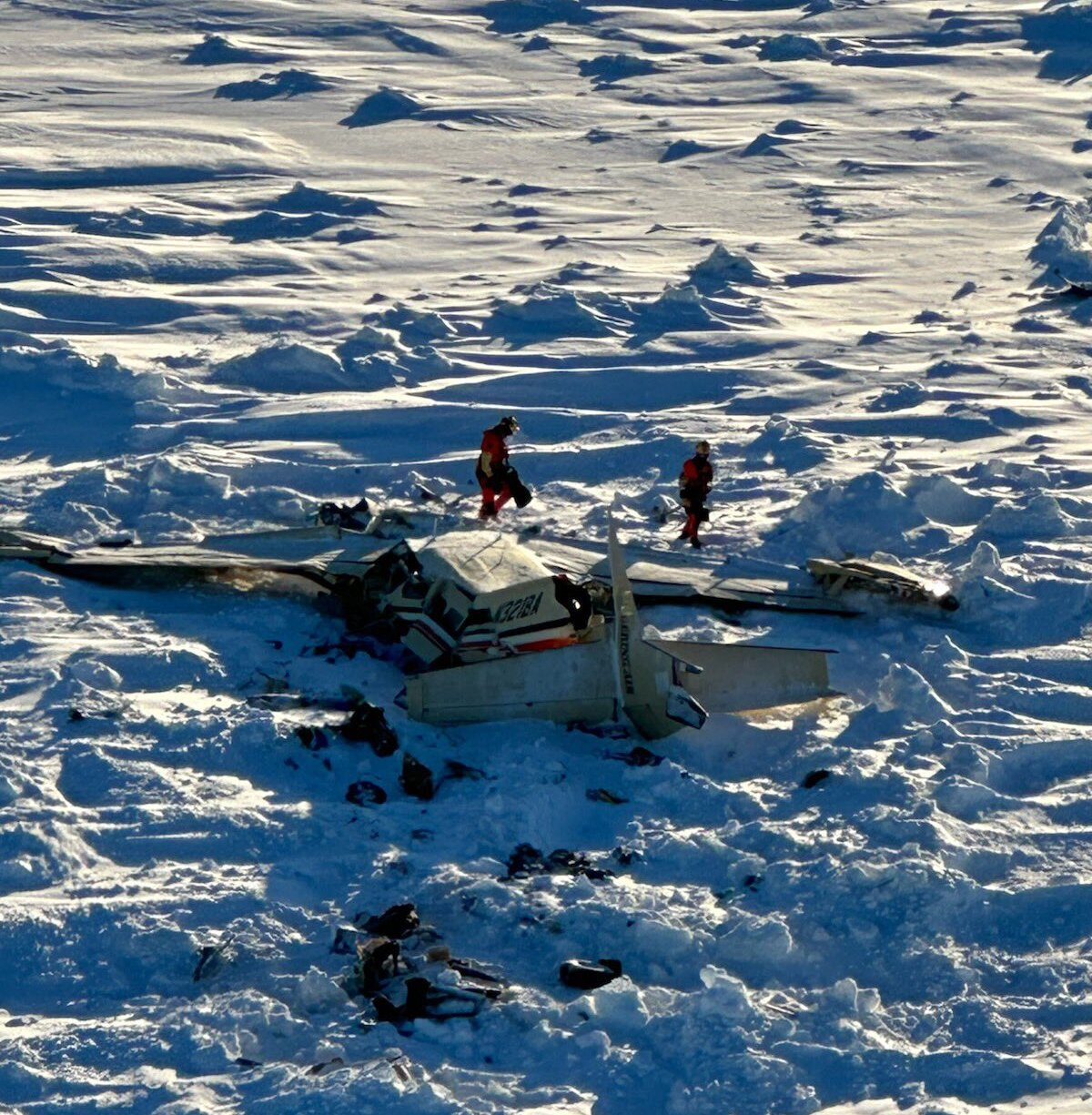

## 反応
アラスカ州選出のリーサ・マーカウスキー上院議員は、Xにて、乗客、ベーリング・エア従業員、ならびにノーム市民に対し、「祈りを捧げる」と述べた。同州選出のダン・サリバン上院議員も同様の投稿を行った。マイク・ダンリービーアラスカ州知事は、哀悼の意を表明した。